# Хоростковский сахарный завод
Хоростковский сахарный завод (укр. Хоростківський цукровий завод) — предприятие пищевой промышленности в городе Хоростков Тернопольской области.

## История

### 1954—1991
Хоростковский сахарный завод «Комсомолец» был построен в соответствии с пятым пятилетним планом восстановления и развития народного хозяйства СССР. Строительство предприятия началось в 1954 году, в 1958 году завод был введён в эксплуатацию и произвёл первую продукцию. Изначально проектная мощность предприятия обеспечивала возможность перерабатывать 3 тыс. тонн сахарной свёклы в сутки.
В 1960 году завод произвёл 35,3 тыс. тонн сахара.
В соответствии с восьмым пятилетним планом развития народного хозяйства СССР на предприятии было обновлено оборудование и осуществлена автоматизация технологических процессов, что обеспечило увеличение объёмов производства: в 1970 году завод произвёл 42,37 тыс. тонн сахара, в 1972 году — 48,1 тыс. тонн сахара.
В соответствии с девятым пятилетним планом развития народного хозяйства СССР в 1974 году началась комплексная реконструкция предприятия, которая была завершена в 1980 году. После завершения реконструкции перерабатывающие мощности завода были увеличены вдвое — до 6 тыс. тонн сахарной свёклы в сутки.
Завод производил сахар-песок, патоку, а также свежий и сушеный жом и в советское время входил в число крупнейших предприятий города.

### После 1991
После провозглашения независимости Украины завод был передан в состав ассоциации «Укрсахар».
28 июня 2006 года работники завода прекратили работу и начали забастовку, выдвинув к администрации предприятия требования улучшить условия труда и повысить заработную плату. В июле 2006 года зарплата была повышена и забастовка окончилась.
В апреле 2007 года Кабинет министров Украины утвердил решение о продаже находившихся в государственной собственности акций завода. В дальнейшем, в 2007 году собственником завода стала группа компаний «Мрия Агрохолдинг».
В сезон сахароварения 2007 года завод произвёл 20 525 тонн сахара.
В 2009 году завод переработал 200 тыс. тонн сахарной свеклы.
В 2014 году завод произвёл 91 тыс. тонн сахара, в течение 2015 года не работал, но 13 сентября 2016 года возобновил работу. В январе 2017 года завод купила немецкая компания «Pfeifer & Langen».

## Современное состояние
Завод находится в собственности ООО «Радеховский сахар» (структурного подразделения немецкой компании «Pfeifer&Langen»).
Производственные площади предприятия составляют 4000 м². Мощности завода обеспечивают переработку до 7 тыс. тонн сахарной свеклы в сутки.
Завод является одним из мест хранения государственных резервов сахара.